# Heinrich Lersner
Heinrich Lersner oder Lersener (* 1506 in Marburg; † 9. März 1576 in Frankenberg (Eder)) war ein hessischer Politiker, der von 1550 bis 1560 Landgraf Philipp I. und von 1567 bis 1569 Landgraf Ludwig IV. als Kanzler diente.

## Herkunft und Familie
Heinrich Lersner stammt aus dem späteren Adelsgeschlecht Lersner und war der zweitälteste Sohn des langjährigen landgräflich-hessischen Beamten Ludwig Lersner, der unter anderem Landgraf Philipp 1521 auf dem Wormser Reichstag begleitete, sowie der Elisabeth Nederhober, Tochter des Marburger Bürgermeister und Schöffen Johannes Nederhober. Heinrichs Brüder Jakob, Johann und Christoph schlugen ebenfalls die politische Laufbahn ein. Jakob Lersner (* 15. Juli 1504 in Marburg; † 5. März 1579 ebenda) war anfangs Mönch, später Professor der Rechte und diente Heinrich dem Jüngeren von Braunschweig und Philipp von Hessen als Diplomat. Johann Lersner (* 1512 in Marburg; † 19. Januar 1550 ebenda) wirkte im Auftrag Philipps als Gesandter am Burgundischen Hof. Christoph Lersner (* 18. April 1520 in Marburg; † 11. April 1603 in Friedberg) arbeitete in den Kanzleien der Fürsten Albrecht von Mecklenburg, Heinrich von Braunschweig und Philipp von Hessen.
Heinrich Lersner war ab 1530 mit Elisabeth Nußpicker, Tochter des hessischen Kammermeisters Georg Nußpicker (Nusbicker) d. Ä., verheiratet. Ihr ältester Sohn Hermann Lersner war viele Jahre Professor und Vizekanzler an der Marburger Universität.

## Leben
Heinrich Lersner studierte gemeinsam mit seinem Bruder Jakob 1519 in Heidelberg beziehungsweise 1520 in Erfurt und war danach als Sekretär des hessischen Landgrafen Philipp in vielen diplomatischen Missionen tätig. Er wirkte 1532 als hessischer Gesandter in Dänemark, fungierte seit 1540 als Philipps Bevollmächtigter beim Schmalkaldischen Bund und führte die Verhandlungen mit dem sächsischen Kurfürsten Johann Friedrich.
Der Reformator Martin Bucer bescheinigte im Juli 1540 dem hessischen Landgrafen, dass Heinrich Lersner einer seiner fähigsten Mitarbeiter sei. Philipp entsandte daraufhin Lersner im Herbst 1540 zu König Christian III. von Dänemark, um diesen in der pikanten Angelegenheit seiner morganatischen Ehe mit Margarethe von der Saale zu informieren.
Moritz von Sachsen verweilte seit seiner im Januar 1541 erfolgten Vermählung mit Agnes, der Tochter Philipps, am Hofe des hessischen Landgrafen und erhielt dort die Nachricht vom Ableben seines Vaters Heinrich († 18. August 1541). Philipp der Großmütige erteilte daraufhin seinem Schwiegersohn präzise Ratschläge für dessen Verhalten nach der Übernahme der Regierung in Dresden und beschloss, die drei hessischen Räte Rudolf Schenk zu Schweinsberg († 1551), Hermann von Hundelshausen († nach 1562) und Heinrich Lersner zur Unterstützung des jungen Herzogs abzustellen. Seitdem reiste Heinrich Lersner häufig in diplomatischen Missionen zwischen den hessischen und sächsischen Höfen. Er amtierte außerdem 1542 und 1543 als Kanzler des von Truppen des Schmalkaldischen Bundes eroberten Herzogtums Braunschweig-Wolfenbüttel.
Während des Schmalkaldischen Krieges versuchte Lersner, einerseits zwischen dem ernestinischen sächsischen Kurfürsten Johann Friedrich und dem albertinischen sächsischen Herzog Moritz, andererseits zwischen Philipp von Hessen und Moritz politisch zu vermitteln. Am 2. und 4. Januar 1547 verhandelte er mit dem sächsischen Herzog in Leipzig über die Form der Kapitulation des Schmalkaldischen Bundes. Moritz bot dem hessischen Gesandten Friedensbedingungen nach dem Vorbild des Vertrages von Kaaden an, zu denen 1534 Herzog Ulrich von Württemberg sein Land zurückerhalten hatte. Der Herzog von Sachsen beabsichtigte nach der Einigung mit Hessen, mit Hilfe des römisch-deutschen Königs Ferdinand zugunsten der evangelischen Fürsten beim Kaiser Karl V. zu vermitteln. Allerdings scheiterte dieses Vorhaben, da Philipp der Großmütige sich nur „auf Gnade“ ergeben wollte, dagegen Ferdinand vom Schmalkaldischen Bund die „Unterwerfung auf Gnade und Ungnade“ forderte.
Heinrich Lersner befand sich während der Schlacht bei Mühlberg (24. April 1547) im Gefolge von Herzog Moritz. Dieser beauftragte ihn, die Kapitulation des sächsischen Kurfürsten einzufordern. Johann Friedrich lehnte jedoch das Ansinnen seines Vetters ab und behielt stattdessen den hessischen Diplomaten in seinen Reihen. Nach der Niederlage des kursächsischen Heeres entkam Lersner mit viel Glück der Gefangennahme durch kaiserliche Reiter. Er verfasste bald danach einen detaillierten Bericht über den Verlauf der Schlacht und schickte ihn an Philipp. Der hessische Landgraf beschuldigte daraufhin Lersner fälschlicherweise, dass dieser Philipps im Juni 1547 in Halle erfolgte Gefangennahme durch den Kaiser leichtfertig verschuldet habe. Darüber verärgert, kündigte Lersner seinen Dienst bei Philipp. Er war jedoch wenig später bereit, gemeinsam mit den Räten Rudolf Schenk zu Schweinsberg, Simon Bing und Wilhelm von Schachten die Regierungsgeschäfte für Philipps minderjährigen Sohn Wilhelm zu führen.
Heinrich Lersner amtierte von 1550 bis 1560 als Kanzler Wilhelms bzw. Philipps. Er war 1552 an der Ausarbeitung des Passauer Vertrages beteiligt und erreichte 1552 beim Kaiser die Freilassung Philipps. Lersner wirkte nach 1560 als Beisitzer am Hofgericht in Marburg und übernahm nach dem Tode Philipps 1567 erneut das Amt des Kanzlers, das er jedoch schon 1569 aus gesundheitlichen Gründen wieder aufgab. Er betätigte sich danach nicht mehr politisch und verstarb 1576.